# Velika ženska loža Portugala
Velika ženska loža Portugala (port. Grande Loja Feminina de Portugal), skraćeno GLFP, je ženska slobodnozidarska velika loža u Portugalu. Osnovana je 1997. godine uz pomoć Velike ženske lože Francuske. Članica je CLIMAF-a i Alijanse masone Europe.

## Povijest
Nakon demokratskih promjena, koje su uslijedile nakon Revolucije karanfila u travnju 1974. godine, stvaraju se uvjeti za obnovu slobodnog zidarstva u Portugalu.
Prve ženske lože u Portugalu osnovane su pod pokroviteljstvom Velike ženske lože Francuske. Tako je 1983. godine u Lisabonu osnovana Loža "Jedinstvo i domovina". Pet godina kasnije, 1988., osnovana je još jedna loža u Lisabonu, Loža "Luzitanija", kao i Lože "Neosvojiva" u Portu. Loža "Jasnoća" osnovana je 1992. godine u Figueira da Fozu. Ove četiri lože u Portugalu, koje su djelovale pod okriljem Velike ženske lože Francuske, su 27. ožujka 1996. godine u Lisabonu, u hramu Velikog orijenta Luzitanije, formirale Veliku žensku ložu Portugala. Velika ženska loža Francuske je odobrila osnivanje portugalske ženske velike lože 29. ožujka 1997. godine. Do kraja 1990-ih osnovane su još divje lože u Lisabonu, "Sedam sestara" (1998.) i "Afrika" (1999.).
Tijekom 2000-ih osnovano je šest loža. U Évori je 2002. godine osnovana Loža "Dijana". Iduće, 2003., godine osnovane su dvije lože, "Isis" u Coimbri i "Kapija zapada" u Leirii. U Lisabonu su osnovane dvije lože, "Ma'at" (2004.) i "Devet sestara" (2006.). Loža "Južna zvijezda" za regiju Algarve osnovana je 2007. godine.
Tijekom 2010-ih osnovano je deset loža. U Lisabonu je osnovano pet loža, "Čovječanstvo" (2010.), "Dobra nada" (2011.), "Postanak" (2014.) te 2016. godine "Gracija" i "Harmonija". U Viseuu je 2013. godine osnovana Loža "Jutarnja zvijezda". Loža "Kairos", druga loža u Portu, osnovana je 2015.. Godine 2017. osnovane su dvije lože, Loža "Atena", druga loža u Coimbri, kao i u Vila Realu Loža "Alleo". U Angri do Heroísmu, na otoku Terceira, 2018. godine je osnovana Loža "Arhe".

## Ustroj
Sjedište Velike ženske lože Portugala je u Lisabonu.

### Lože
Na kraju 2023. godine pod okriljem ove velike lože djeluju 22 lože, od kojih se 11 nalazi u Lisabonu, po dvije u Portu i Coimbri te po jedna u Figueiri, Évori, Leirii, Vila Realu, Viseuu, Angri do Heroísmo i Algarveu (Faro).
- Loža "Jedinstvo i domovina" (Loja Unidade e Mátria) br. 1, Lisabon
- Loža "Luzitanija" (Loja Lusitânia) br. 2, Lisabon – nosi naziv po Luzitaniji, prvobitno rimskoj provinciji.
- Loža "Neosvojiva" (Loja Invicta) br. 3, Porto
- Loža "Jasnoća" (Loja Claridade)  br. 4, Figueira da Foz
- Loža "Sedam sestara" (Loja Sete Irmãs) br. 5, Lisabon
- Loža "Afrika" (Loja África) br. 6, Lisabon – nosi naziv po kontinentu Afrika.
- Loža "Dijana" (Loja Diana) br. 7, Évora – nosi naziv po Dijani, božici svjetla i života u rimskoj mitologiji.
- Loža "Isis" (Loja Isis) br. 8, Coimbra – nosi naziv po Izidi, božici magije u egipatskoj mitologiji.
- Loža "Kapija zapada" (Loja Porta do Ocidente) br. 9, Leiria
- Loža "Ma'at" (Loja Maat) br. 10, Lisabon – nosi naziv po Ma'at, božici istine i pravde u egipatskoj mitologiji.
- Loža "Devet sestara" (Loja Nove Irmãs) br. 11, Lisabon
- Loža "Južna zvijezda" (Loja Estrela do Sul) br. 12, Algarve
- Loža "Čovječanstvo" (Loja Humanidade) br. 13, Lisabon
- Loža "Dobra nada" (Loja Boa Esperança) br. 14, Lisabon
- Loža "Jutarnja zvijezda" (Loja Estrela d'Alvorada) br. 15, Viseu – nosi naziv po planetu Veneri.
- Loža "Postanak" (Loja Genesis) br. 16, Lisabon
- Loža "Kairos" (Loja Kairós) br. 17, Porto – nosi naziv po Kairosu, bogu sretnoga trenutka u grčkoj mitologiji.
- Loža "Gracija" (Loja Gracia) br. 18, Lisabon
- Loža "Harmonija" (Loja Harmonia) br. 19, Lisabon
- Loža "Alleo" (Loja Alleo) br. 20, Vila Real – nosi naziv po natpisu iz grba Vila Real, prema legendi iz doba kralja Ivan I.
- Loža "Atena" (Loja Atena) br. 21, Coimbra – nosi naziv po Ateni, božici mudrosti u grčkoj mitologiji.
- Loža "Arhe" (Loja Arkhé) br. 22, Angra do Heroísmo – nosi naziv po pojmu arhe.

### Uprava
Velikom ženskom ložom Portugala upravlja velika majstorica (Grã Mestra) koja se bira na trogodišnje razdoblje. Dosadašnje velike majstorice su:
1. Manuela Cruzeiro (1997. – 2000.)
2. Júlia Maranha (2000. – 2002.)
3. Maria Helena Carvalho dos Santos (2002. – 2003.)
4. Manuela Cruzeiro (2003. – 2004.), II. put
5. Maria Belo (2004. – 2007.)
6. Feliciana Ferreira (2007. – 2010.)
7. Odete Isabel (2010. – 2012.)
8. Mery Ruah (2012. – 2015.)
9. Isabel Maria Corker (2015. – 2018.)
10. Mery Ruah (2018. – 2021.), II. put
11. Rogélia Neves (2021. – 2024.)
12. Anabela Valente (od 2024.)[6]

### Međunarodna suradnja
Velika ženska loža Portugala je članica nekoliko međunarodnih saveza:
- CLIMAF
- Unija masona Mediterana
- Alijansa masona Europe
- Adogmatska udruga srednje i istočne Europe

Također, ova velika loža potpisala je povelje o prijateljstvu i međusobnom priznavanju s preko 15 drugih velikih loža.

### Obredi
Velika ženska loža Portugala upravlja simboličkim stupnjevima plave lože (učenik, pomoćnik i majstor) i delegira upravljanje visokim stupnjevima na dodatna tijela i redove. Obredi koji se rade u plavoj loži su:
- Drevni i prihvaćeni škotski obred
- Moderni (francuski) obred

## Vanjske poveznice
- Službena stranica